# Chiesa arcipresbiterale plebana del Sacro Cuore di Gesù e San Giovanni Battista
La chiesa arcipresbiterale plebana del Sacro Cuore di Gesù e San Giovanni Battista è un luogo di culto della Chiesa cattolica e sorge a Predore, nella diocesi di Bergamo.

## Storia
Don Leopoldo Gentili (Bracca 1871- Predore 1953) arciprete plebano di Predore dal 1900 al 1953, nei primi sette anni di permanenza nella parrocchia, constatata la capienza insufficiente della vecchia chiesa plebana a lago (poi Civico Auditorium), convocò a referendum i capifamiglia del paese sottoponendo loro un quesito: ampliare e consolidare la chiesa esistente o costruirne una nuova? Maturò l'idea di costruire una nuova chiesa di dimensioni tali da poter contenere agevolmente tutti i fedeli, giacché la popolazione era passata da 600 anime di fine ‘700 alle 1200 dei primi ‘900. Venne individuata ed acquistata l'area, più centrale al paese e un poco più discosta dal lago.
La posa della prima pietra avvenne il 6 giugno 1909, su disegno iniziale dell'architetto Giovanni Barboglio, a unica navata con transetto centrale. L'arciprete modificò il progetto innestando nella copertura il tamburo della grande cupola centrale, causando un contrasto con l'architetto progettista. La costruzione della struttura proseguì dal 1909 al 1914 per opera dell'impresa Pellini di Lovere, venne decorata dalla ditta fratelli Zappettini di Bergamo, la cupola da Amleto Bocchi di Brescia. Indi, per disegno dell'ingegnere Luigi Angelini venne dotata di nobile facciata ad ordini sovrapposti con breve protiro classico ed elementi in pietra di Sarnico, eseguita dalla ditta Brozzoni di Costa Serina, con statue modellate da Alessandro Ghislandi. Sempre su progetto dell'ingegnere Luigi Angelini, l'interno venne dotato di grandioso altare marmoreo, in stile barocco, opera della ditta Remuzzi, con statua del Sacro Cuore di Gesù, e racchiuse le reliquie dei santi Alessandro di Bergamo, Innocente e Narno, al centro del presbiterio delimitato da balaustre marmoree.
La cerimonia solenne di consacrazione venne celebrata il 20 maggio 1916 ad opera del vescovo Luigi Maria Marelli che la dedicò a San Giovanni Battista e Sacro Cuore, con il titolo di arcipresbiterale plebana, cioè chiesa matrice delle 14 parrocchie comprese nel Vicariato di Predore. Fra gli altari laterali, tre vennero consacrati dall'arcivescovo Angelo Giuseppe Roncalli (futuro papa Giovanni XXIII) il 26 settembre 1931, quelli dedicati alla Beata Vergine Maria del Santo Rosario, San Fausto martire e San Luigi Gonzaga, includendovi le reliquie dei santi Alessandro di Bergamo, Pio e Fausto; mentre gli altri tre altari laterali, dedicati a San Giovanni Battista, Sant'Anna e San Giuseppe vennero consacrati il 27 luglio 1936 dal vescovo Adriano Bernareggi. Le tre tele del coro, opere di Giuseppe Riva dei primi del Novecento, ripercorrono la vita di san Giovanni Battista e provengono dalla vecchia chiesa. Le altre tele presenti sono opera di Gian Battista Paganessi, San Fausto di Francesco Morzenti del 1935, numerose tele ed affreschi sono opera di Vittorio e Agostino Manini (1940-1946). La via crucis è della bottega del Morgari (1917). Ma vi sono anche tele secentesche, come il sant'Antonio con vistosa cornice intagliata e dorata. Le sacrestie e la torre campanaria vennero edificati in seguito, tra il 1915 a il 1921, a opera dall'impresa Brozzoni di Costa Serina, mentre il coro è un importante lavoro ligneo a intarsio di Angelo Virgilio Vavassori.

## Organo Marzoli & Rossi
All’interno dell’edificio sacro, in Cornu Evangelii è ospitato l’organo a canne Marzoli & Rossi, di recente restaurato dall’organaro Mascioni dopo anni di abbandono.
- Costruttore: Marzoli & Rossi
- Anno: 1925
- Restauri/modifiche: 2023 Mascioni
- Registri: 20
- Canne:  1350
- Trasmissione: pneumatico-tubolare
- Tastiere: 2 di 58 note
- Pedaliera:  di 27 note
- Collocazione: in corpo unico su cantoria in cornu evangelii
- Note: Pistoncini sotto la prima tastiera Ann. Tromba, A, P, MF, F, FF, A

II Tastiera
Principalino 8’ Gamba 8’ Voce Celeste 8’ Oboe 8’ Flauto 4' Coro Violini 8'
Pedaletti
1) I al Pedale 2) II al Pedale 3) II al I 4) Ripieno 5) Tutti
Staffa per il Crescendo.
Staffa per l'apertura delle griglie espressive.
| Principale    | 16'    |
| Principale    | 8      |
| Flauto        | 8'     |
| Dulciana      | 8'     |
| Voce unana    | 8'     |
| Tromba        | 8'     |
| Ottava        | 4'     |
| Flauto        | 4'     |
| Duodecima     | 2.2/3' |
| Decima quinta | 2'     |
| Ripieno       |        |

| Principale   | 8' |
| Gamba        | 8' |
| Voce celeste | 8' |
| Oboe         | 8' |
| Flauto       | 4' |
| Coro violini | 8' |

| Contrabbasso | 16' |
| Violone      | 16' |
| Basso        | 8'  |